# 李杲 (正德進士)
李杲（1467年—？），字孟寅，直隸常州宜興縣人，民籍，明朝政治人物。

## 生平
弘治五年（1492年）壬子科應天府鄉試第八十五名舉人。正德六年（1511年）中式辛未科會試第一百三十二名，登第二甲第一百零八名進士。官户部主事。

## 家族
曾祖李迪；祖父李恪，贈兵部主事；父李震，曾任兵部主事。母吳氏（封安人）。慈侍下。兄李旦。弟李昺。曾孫李守俊，萬曆甲辰進士。